# Fort Hendrik Filip
Fort Hendrik Filip was een fort ten oosten van Axel, dat onderdeel uitmaakte van de Linie van Axel I.
Het fort werd aangelegd door de Staatsgezinden in 1586, na de verovering van Axel. Omstreeks 1600 werd het fort al verlaten. In 1700 (Spaanse Successieoorlog) werd de Linie van Axel II opgericht, waarbij op de plaats van het vervallen fort een moderner fort werd gebouwd door Menno van Coehoorn. Dit kreeg de naam: Fort Zeeland. De linie werd door de Fransen in 1747 geslecht en in 1784 nog tijdelijk hersteld.
Tegenwoordig is het fort geheel verdwenen, en slechts een knik in de Liniedijk nabij de Dries Arendskreek herinnert er nog aan.